# Egnasia sinuosa
Egnasia sinuosa là một loài bướm đêm trong họ Noctuidae.